# Tayer
De tayer (Xanthosoma sagittifolium) is een plant uit de aronskelkfamilie (Araceae). Het is een kruidachtige, vaste plant waarvan zowel de wortelknollen als de bladeren worden gegeten.
De bladeren zijn langgesteeld, pijl- tot hartvormig, glanzend donkergroen of paars aan de bovenzijde en matgroen aan de onderzijde. De rechtopstaande bladsteel is tot 2 m lang, de bladschijf is tot 1 m lang. In cultuur gehouden planten bloeien zelden. De bloemen groeien in cilindrische bloeikolven (spadix), die omgeven worden door een 12-15 cm lang, wit schutblad (spatha). Aan de onderkant van de bloeikolf groeien de vrouwelijke bloemen, in het midden groeien steriele bloemen en aan de bovenkant van de bloeikolf groeien de mannelijke bloemen. De vruchten zijn kleine bessen, die twee tot vijf harde zaden bevatten.
De tot 2 kg zware wortelknollen kunnen worden gekookt, gebakken of gefrituurd. Ze worden in de Surinaamse keuken gebruikt in het gerecht pom. De knollen zijn net als aardappelen rijk aan zetmeel, maar bevatten relatief weinig eiwitten en vitamines. De jonge bladeren en bladstelen kunnen worden gegeten. Ze worden meestal bereid op dezelfde manier als spinazie en bevatten ongeveer drie keer zoveel eiwit als de wortelknollen. Alle plantendelen bevatten oxaalzuur dat door verhitting wordt afgebroken.
De tayer stamt uit tropisch Midden- en Zuid-Amerika, waar de plant al duizenden jaren als voedselgewas wordt gekweekt. In de zeventiende eeuw werd de tayer door de slavenhandel naar Afrika gebracht. Deze soort verdringt door zijn betere smaak meer en meer de taro (Colocasia esculenta).
Het geslacht Xanthosoma bevat nog meer eetbare soorten zoals Xanthosoma brasiliense, waarvan de bladeren worden gegeten.

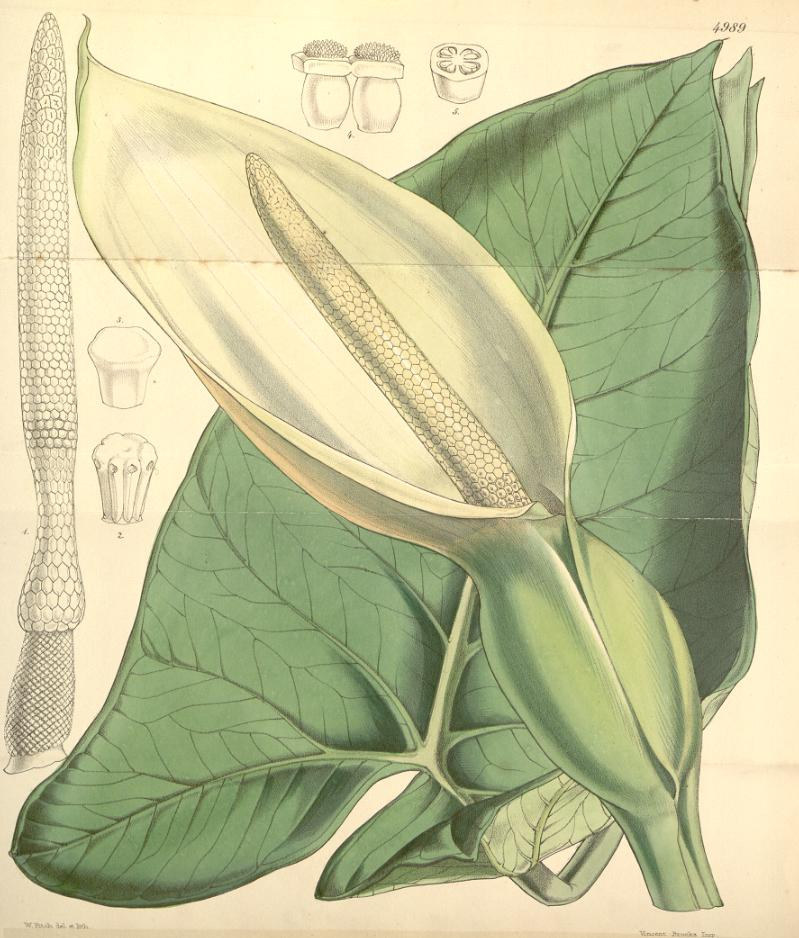
Botanische afbeelding